# Pierre Casiraghi
Pierre Rainier Stefano Casiraghi (* 5. září 1987 Nemocniční centrum kněžny Grace) je mladší syn a nejmladší ze tří dětí hannoverské princezny Caroline a jejího druhého manžela Stefana Casiraghiho. Z matčiny strany je vnukem monackého knížete Rainiera III. a americké herečky Grace Kellyové. Je osmý v linii následnictví monackého trůnu, po dvojčatech, svém bratranci a sestřenici, dědičném princi Jakubovi a princezně Gabrielle; své matce; svém bratrovi Andreovi; synovcích Alexandrovi a Maxmiliánovi Casiraghi a neteři Indie Casiraghi.

## Mládí a vzdělání
Narodil se 5. září 1987 v Nemocničním centru kněžny Grace v La Colle v Monaku. Je pojmenován po svém pradědovi z matčiny strany, princi Pierrovi, vévodovi z Valentinois, svém dědovi z matčiny strany, knížeti Rainieru III. a svém otci. Jeho kmotry jsou jeho strýc, kníže Albert II. a jeho nepokrevní teta Laura Sabatini Casiraghiová, manželka jeho strýce Daniela. Casiraghimu byli v době smrti jeho otce při nehodě na lodi tři roky. První roky po otcově smrti strávil na matčině statku ve městě Saint-Rémy-de-Provence.
Navštěvoval státní školu v Saint-Rémy-de-Provence. Po matčině sňatku s hannoverským princem Arnoštem Augustem, se však rodina přestěhovala do Fontainebleau, aby byla blíže k Paříži a Londýnu, kde žili jeho noví nevlastní bratři se svou matkou. Předpokládá se, že složil francouzskou maturitní zkoušku v létě 2005, protože krátce nato nastoupil na univerzitu. O rok později se přestěhoval do Milána, kde zahájil tříletý vysokoškolský kurz mezinárodní ekonomiky a managementu na Univerzitě Bocconi. Kromě francouzštiny hovoří plynně italsky, anglicky a trochu německy. Také hraje na saxofon.

## Humanitární a obchodní činnosti
Od 30. ledna do 13. února 2007 doprovázel svou matku na humanitární cestě po Africe. Navštívili Niger, Burundi, Demokratickou republiku Kongo a Jihoafrickou republiku. Cesta se odehrála, protože princezna Caroline je předsedkyní AMADE Mondiale.
V červnu 2009 se Pierre stal majoritním akcionářem monacké stavební společnosti Engeco, kterou jeho otec založil v roce 1984. Jeho strýc Marco zůstává ve funkci prezidenta společnosti. Pierre je také majoritním akcionářem společnosti Monacair.
Pierre je členem řídícího výboru Yacht Club de Monaco. V této funkci sponzoroval charitativní závod „Sail for a Cause“, který organizovala jeho sestřenice Leticia de Massy, a na její propagaci využila svou sociální síť LeSpot.Net. Sail for a Cause shání peníze pro dvě charitativní organizace: Monaco Collectif Humanitaire a Maison Notre Dame de Paix v Čadu. První financuje operace pro děti po celém světě; druhá pomáhá migrantům.
V roce 2011 byl uveden jako čestný člen Jeune Chambre Economique de Monaco (JCEM).

## Závody plachetnic
Pierre je účastníkem závodů plachetnic. V lednu 2014 byl součástí týmu Maserati v soutěži Cape2Rio. Jeho tým dokončil cestu z Kapského Města do Ria za rekordních 10 dní, 11 hodin, 29 minut a 57 sekund. Pierre byl členem posádky monacké závodní flotily kapitána Tommase Chieffiho, který jako první projel cílovou páskou Regatty Palermo-Monte Carlo v roce 2013. Pierre a monacká závodní flotila rovněž vyhrály 10. ročník tohoto závodu v srpnu 2014. Jeho loď Esimit Europa 2 byla v červnu 2014 vítězkou Giraglia Rolex Cupu.
Pierre je kapitánem týmu Malizia, posádky, která každoročně pluje na GC32 Racing Tour plachetnici. Název týmu Malizia je podle Il Malizia, což znamená Mazaný, což byla přezdívka pro středověkého předka Pierreho, Francesca Grimaldiho. Spolu s Borisem Herrmannem z týmu Malizia přepravil Gretu Thunbergovou a jejího otce Svante Thunberga přes Atlantik, aby jim umožnil účast na každoroční Rámcové úmluvě OSN o změně klimatu.
V srpnu 2017 se spojil s Borisem Herrmannem, aby se plavil v závodě Fastnet. Začali u Cowes, přesunuli se nahoru do Irska a poté zpět do Devonshire, skončili na třetím místě.

## Automobilové závody
Pierre je neodmyslitelnou součástí Rallye Monte Carlo, což jsou automobilové závody, které se konají každý rok v lednu. V květnu 2014 se poprvé zúčastnil profesionálního automobilového závodu na Volkswagen Scirocco R-Cup v Hockenheimu. Řídil auto číslo 26. V prvním závodě skončil na 22. místě a ve druhém závodu na 20. místě. Řekl, že ho do závodu povzbudil rodinný přítel a bývalý závodník Jacky Ickx.

## Osobní život
Pierre je od května 2008 ve vztahu s novinářkou Beatrice Borromeovou. Vzali se na občanském obřadu dne 25. července 2015 v zahradách Monackého knížecího paláce. Náboženský obřad se konal na Isolino di San Giovanni dne 1. srpna 2015. Mezi svatebními hosty byli John Elkann, Lapo Elkann a Diane von Fürstenberg, příbuzní sňatkem se sourozenci Beatrice. První dítě Pierra a Beatrice, Stefano Ercole Carlo, se narodilo 28. února 2017. Jejich druhé dítě, Francesco Carlo Albert, se narodilo 21. května 2018.
V únoru 2012 byl krátce hospitalizován po potyčce v nočním klubu v newyorském Meatpacking District. Podle zpráv z médií se Pierre přiblížil ke stolu podnikatele Adama Hocka, modelky Natashy Poly, Anji Rubik a Valentiny Zeljaevy Došlo k výměně slov a následovala hádka. Hock, který byl později obviněn z osmi přestupků tvrdí, že Pierre byl agresorem a že Pierreho a jeho společníky zasáhl v sebeobraně. Pierre byl ošetřen v presbyteriánské nemocnici v New Yorku. Měl tržnou ránu, modřiny a otok obličeje.